# Calyptrocalyx polyphyllus
Calyptrocalyx polyphyllus es una especie de palmera originaria de Nueva Guinea.

## Taxonomía
Calyptrocalyx polyphyllus fue descrita por Odoardo Beccari y publicado en Botanische Jahrbücher für Systematik, Pflanzengeschichte und Pflanzengeographie 58: 449. 1923.
Etimología
Calyptrocalyx: nombre genérico compuesto que deriva a partir de dos palabras griegas que significan «cubierto» y «cáliz».
polyphyllus: epíteto latíno que significa "con muchas hojas". 